# James Bennet
Cet article possède un paronyme, voir James Bennett.
Pour les articles homonymes, voir Bennet.
James Douglas Bennet (né le 28 mars 1966 à Boston) est un journaliste américain.

## Biographie
James Bennet est le fils de Susanne Bennet et du responsable politique Douglas J. Bennet (en). 
Lorsque son père rejoint l'équipe du sénateur Thomas Eagleton, la famille s'installe à Washington, DC, où James fréquente l'école St. Albans. 
James Bennet étudie à l'Université Yale, où il obtient un baccalauréat ès arts et est rédacteur en chef du New Journal.
Le frère aîné de James Bennet est Michael Bennet, qui est sénateur du Colorado depuis 2009.
James Bennet est journaliste politique au New York Times lorsque Michael Bennet s'engage dans la campagne de l'élection présidentielle américaine de 2020. James Bennet accepte alors de ne pas couvrir la campagne présidentielle de 2020.

## Carrière
James Bennet commence sa carrière dans le journalisme en tant que stagiaire pour The News & Observer et pour The New Republic.
De 1989 à 1991, il est éditeur au Washington Monthly.
En 1991, il entre au New York Times ou il sera notamment correspondant à la Maison-Blanche et chef du bureau de Jérusalem,.
À la fin de 2006, James Bennet devait devenir le correspondant du Times à Pékin. 
Il démissionne du journal en mars 2006 pour devenir le 14e rédacteur en chef de The Atlantic,.
James Bennet est sélectionné par David G. Bradley, à l'issue d'un processus de sélection exhaustif pendant lequel David Bradley s'est entretenu avec 80 journalistes à travers les États-Unis.
Il est rédacteur en chef de The Atlantic de 2006 à 2016 et rédacteur en chef de la page éditoriale du New York Times de mai 2016 jusqu'à sa démission en juin 2020,.
Le 26 janvier 2021, The Economist a recruté James Bennet en tant que «rédacteur en chef invité» pendant un an.